# Tamaské
Tamaské ist eine Landgemeinde im Departement Keita in Niger.

## Geographie
Tamaské liegt in der Sahelzone. Die Nachbargemeinden sind Kalfou im Nordwesten, Keita im Nordosten, Garhanga im Südosten und Badaguichiri im Süden. Im Gemeindegebiet von Tamaské gibt es 44 Dörfer und 30 Weiler. Der Hauptort der Landgemeinde ist das Dorf Tamaské. Es liegt auf einer Höhe von 410 m. Ein weiteres großes Dorf im Gemeindegebiet ist Sakolé.
Weite Teile der Gemeinde einschließlich des Hauptorts befinden sich in der Gebirgslandschaft Ader Doutchi. Die Haupttäler in Tamaské sind das Tamaské-Tal, in dem der Gemeindehauptort liegt, sowie das Keita-Tal, das Laba-Tal und das Doudoubey-Tal, die sich alle in den östlichen Nachbargemeinden fortsetzen.

## Geschichte

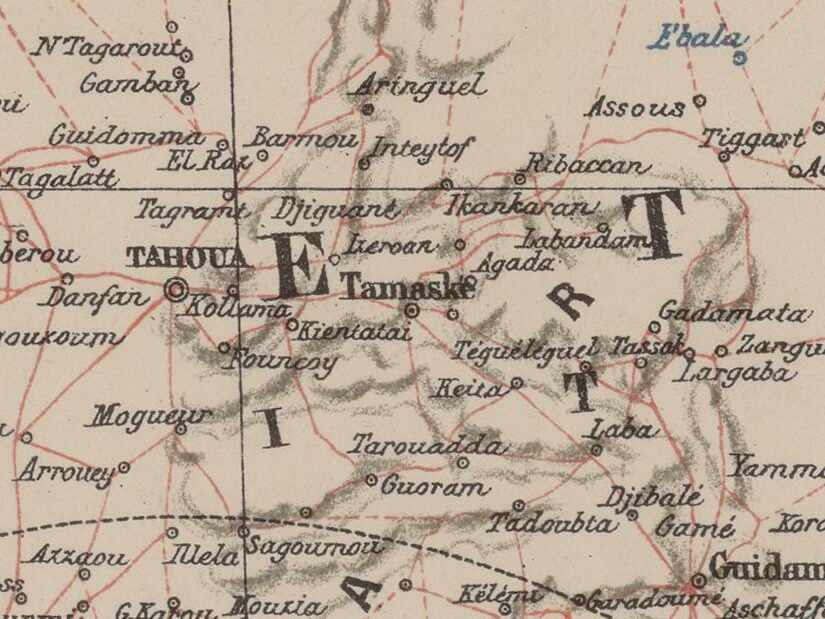
Ausschnitt einer Karte von 1903 mit Tamaské im Zentrum

Tamaské lag im letzten Drittel des 19. Jahrhunderts am südöstlichen Rand des Herrschaftsgebiets der Tuareg-Untergruppe Ullemmeden.
Bei der Ankunft der ersten französischen Militärexpedition im Jahr 1900 war Tamaské bereits eine große Hausa-Siedlung. Frankreich richtete 1901 einen Militärposten im Ort ein. Im Frieden von Tamaské unterwarf sich die Tuareg-Untergruppe Kel Gress im selben Jahr den Franzosen, nachdem sie zuvor in den Schlachten von Zanguébé und Galma besiegt worden war. Der Markt von Tamaské war einer der bedeutendsten Märkte in der Region, die zu Beginn des 20. Jahrhunderts von der französischen Verwaltung zugelassen wurden. Der britische Reiseschriftsteller A. Henry Savage Landor besuchte Tamaské 1906 im Rahmen seiner zwölfmonatigen Afrika-Durchquerung und pries die reizvolle Lage des Orts und die Bauweise der Häuser in dieser Gegend. Im Jahr 1913 wurde Tamaské als eigener Kanton aus dem Kanton Keita herausgelöst. Die 227 Kilometer lange Piste für Reiter zwischen den Orten Tahoua und Kornaka, die durch Tamaské führte, galt in den 1920er Jahren als einer der Hauptverkehrswege in der damaligen französischen Kolonie Niger.
Tamaské erhielt 1988 gemeinsam mit neun weiteren nigrischen Orten den Status einer Gemeinde (französisch: commune). Zuvor hatte es landesweit zwölf Gemeinden gegeben. Das Territorium der 2002 im Zuge einer landesweiten Verwaltungsreform geschaffenen Landgemeinde Tamaské entspricht dem des Kantons Tamaské.

## Bevölkerung
Bei der Volkszählung 2012 hatte die Landgemeinde 111.358 Einwohner, die in 15.713 Haushalten lebten. Bei der Volkszählung 2001 betrug die Einwohnerzahl 67.486 in 10.221 Haushalten.
Im Hauptort lebten bei der Volkszählung 2012 21.387 Einwohner in 2868 Haushalten, bei der Volkszählung 2001 12.929 in 1953 Haushalten und bei der Volkszählung 1988 10.531 in 1539 Haushalten.

## Politik
Der Gemeinderat (conseil municipal) hat 25 gewählte Mitglieder. Mit den Kommunalwahlen 2020 sind die Sitze im Gemeinderat wie folgt verteilt: 21 PNDS-Tarayya, 2 ADN-Fusaha, 1 ADEN-Karkara und 1 MPR-Jamhuriya.
Jeweils ein traditioneller Ortsvorsteher (chef traditionnel) steht an der Spitze von 37 Dörfern in der Gemeinde, darunter dem Hauptort.

## Kultur und Sehenswürdigkeiten
Im Jahr 1979 wurde im Hauptort eine große Moschee im irakischen Stil errichtet. Finanziert wurde der Bau von Hausa-Händlern aus Tamaské, die nach Nigeria ausgewandert waren. Im Dorf Zangarata steht eine in traditioneller Lehmbauweise errichtete Moschee.

## Wirtschaft und Infrastruktur
Im Hauptort wird ein Viehmarkt abgehalten. Der Markttag ist Sonntag. Im Jahr 2010 wurde in Tamaské ein Handelszentrum für Zwiebeln eröffnet, nachdem 2007 in Tsernaoua die landesweit erste derartige Einrichtung geschaffen worden war. Die Region Tahoua ist für den Zwiebelanbau bekannt. Das staatliche Versorgungszentrum für landwirtschaftliche Betriebsmittel und Materialien (CAIMA) unterhält Verkaufsstellen im Hauptort sowie in den Dörfern Darèye und Hiro. In der Gemeinde befindet sich eine von drei Gerbereien in der Region Tahoua. Die beiden anderen sind in der Regionalhauptstadt Tahoua und im zur Landgemeinde Galma Koudawatché gehörenden Dorf Magaria Makéra Bakalé. Die Niederschlagsmessstation im Hauptort liegt auf 370 m Höhe und wurde 1959 in Betrieb genommen.
Gesundheitszentren des Typs Centre de Santé Intégré (CSI) sind im Hauptort sowie in den Siedlungen Doudoubeye Tchédia, Goarome, Hiro und Sakolé vorhanden. Die Gesundheitszentren im Hauptort, in Doudoubeye Tchédia und in Goarome verfügen jeweils über ein eigenes Labor und eine Entbindungsstation. In weiteren Dörfern gibt es einfache Krankenstationen vom Typ Case de Santé (SC). Das einzige Krankenhaus und die einzige Apotheke im Departement befinden sich in der Hauptstadt Keita. Der CEG Tamaské und der CEG Sakolé sind allgemein bildende Schulen der Sekundarstufe des Typs Collège d’Enseignement Général (CEG). Das Berufsausbildungszentrum Centre de Formation aux Métiers de Tamaské (CFM Tamaské) bietet Lehrgänge in familiärer Wirtschaft, Tischlerei und Schneiderei an.
Tamaské liegt an der Nationalstraße 16.